# وادي الدحن
وادي الدحن هو أحد أودية منطقة جازان الواقعة جنوب غرب السعودية. ويقع في مركز الخشل؛ بالقرب من جبل ملحمة وتحديداً بين قرية السلب والخشل بمحافظة الحرث جنوب منطقة جازان. ويتميز الوادي بأشجارة الكثيفة التي شكلت عدداً من المتنزهات الطبيعية، كما يعدّ الوادي أحد أهم المواقع السياحية بالمنطقة.

## الموقع الجغرافي
يقع موقعة الجغرافي بمركز الخشل التابع لمحافظة الحرث جنوب منطقة جازان

## الموقع الاستراتيجي للوادي
ويمثل وادي الدحن مصرفاً طبيعياً لمياه السيول والأمطار، حيث يسقي ذالك الوادي مزارع افراد قبيلة بني شراحيل الذينَ يسكنون ضفاف وادي الدحن وحيث تصب فيه روافد طبيعية من الأودية والشعاب من جمهورية اليمن الشقيقة تحديداً من مديرية شداءبصعدة.

## المركز والهجر الواقعة على امتداد وادي الدحن
- مركز الخشل
- ابو امعصمه
- الركبة
- السلب
- مخشوشه
- المقلوع

## المنتزهات
منتزه الأمير محمد بن ناصر بن عبدالعزيز آل سعود بوادي الدحن.